# Cerkiew Zaśnięcia Najświętszej Maryi Panny w Czyżach
Cerkiew pod wezwaniem Zaśnięcia Przenajświętszej Bogurodzicy – prawosławna cerkiew parafialna w Czyżach, w dekanacie Hajnówka diecezji warszawsko-bielskiej Polskiego Autokefalicznego Kościoła Prawosławnego.
Jest to murowana świątynia zbudowana w latach 1984–1993, według projektu Michała Bałasza, na miejscu starej drewnianej z XIX wieku, spalonej w 1984. Jedna z większych cerkwi wiejskich w Polsce (569 m² powierzchni, 33,5 m wysokości). Uroczyste poświęcenie miało miejsce 27 sierpnia 1993. Nad wystrojem wnętrza pracowali: Jarosław Wiszenko – polichromie, Aleksander Łoś i Wiktor Downar – ikony w ikonostasie oraz Mikołaj Bakumienko – rzeźba w ikonostasie. Prace nad upiększeniem wnętrza zakończyły się w 1996. Cerkiew posiada cztery kopuły.

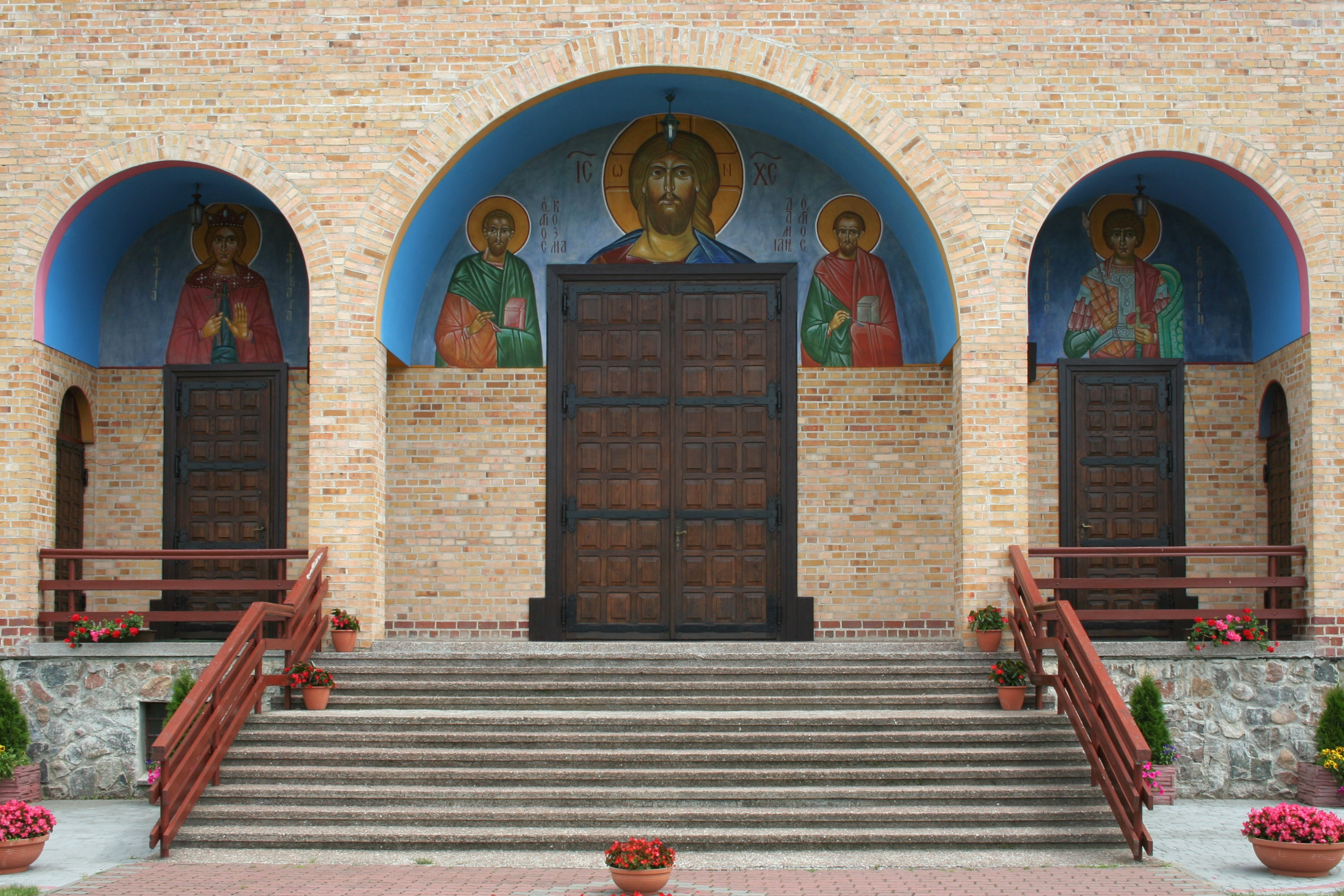
Drzwi frontowe
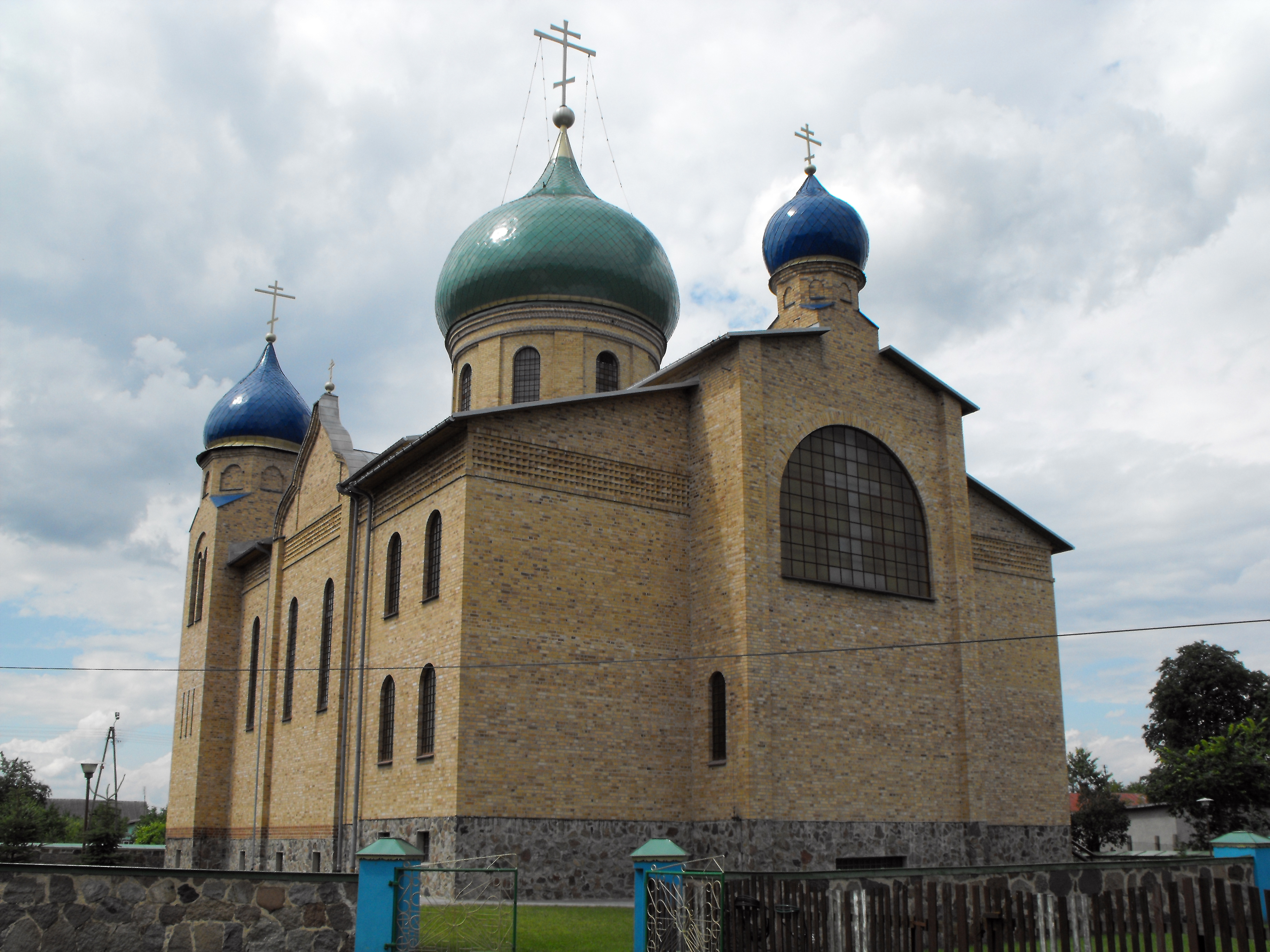
Cerkiew od strony prezbiterium
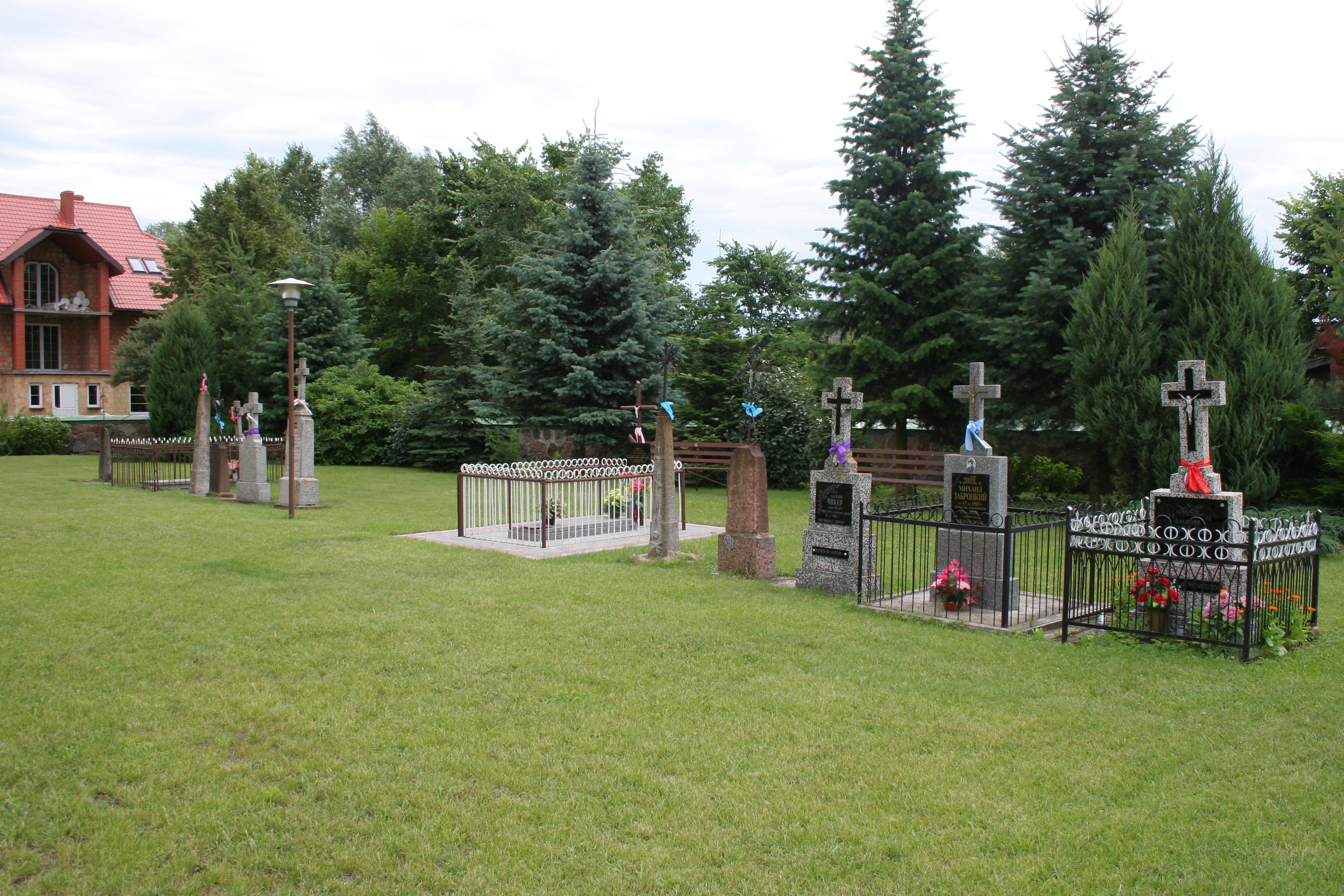
Nagrobki przy cerkwi